# Laurence (Dordogne)
Die Laurence ist ein kleiner Fluss in Frankreich, der im Département Gironde in der Region Nouvelle-Aquitaine verläuft. Sie entspringt im Gemeindegebiet von Fargues-Saint-Hilaire, entwässert generell Richtung Nordnordost durch den Großraum östlich von Bordeaux sowie das Weinbaugebiet Entre-Deux-Mers und mündet nach rund 16 Kilometern im Gemeindegebiet von Saint-Loubès als linker Nebenfluss in die Dordogne. Auf ihrem Weg quert die Laurence im Mittellauf die Autobahn-ähnlich ausgebaute Nationalstraße N89 sowie im Unterlauf die Bahnstrecke Paris–Bordeaux.

## Orte am Fluss
(Reihenfolge in Fließrichtung)
- Fargues-Saint-Hilaire
- Pompignac
- Beychac, Gemeinde Beychac-et-Caillau
- Montussan
- Saint-Sulpice-et-Cameyrac
- Saint-Loubès
- Le Pont, Gemeinde Saint-Loubès